# همیشه با هم (فیلم)
همیشه با هم (به هندی: Tera Mera Saath Rahen) فیلمی محصول سال ۲۰۰۱ و به کارگردانی ماهش مانجرکار است. در این فیلم بازیگرانی همچون اجی دیوگن، دوشیانت واگ، سونالی بندره، نامراتا شیرودکار، پریم چوپرا، ریما لاگو، شیواجی ساتام ایفای نقش کرده‌اند.